# 河坝子镇
河坝子镇，是中华人民共和国四川省眉山市青神县曾经下辖的一个镇。2019年12月，撤销河坝子镇，将其所属行政区域划归高台镇管辖。

## 行政区划
河坝子镇撤销前下辖以下地区：
兴河社区、玉蟾寺村、黄鹰岭村、双龙村、杨店村和安家坝村。